# Jugoton
La Jugoton è stata la più importante etichetta discografica della Jugoslavia.

## Storia
Nata nel 1947 con sede a Zagabria a seguito della nazionalizzazione della Elektroton, ha cessato ufficialmente ogni attività nel 1990, contemporaneamente alla dissoluzione della Repubblica Socialista Federale di Jugoslavia.
Dalle sue ceneri in Croazia, nel 1991, è nata la Croatia Records.